# ДЭЛ-02
ДЭЛ-02 — серийный дизель-поезд Луганского тепловозостроительного завода с электрической передачей и асинхронными тяговыми двигателями. Выпускался с 2003 по 2012 год. По состоянию на июнь 2012 года, построено 6 дизель-поездов серии.

## История
В соответствии с мировой практикой развития подвижного состава железных дорог, перед железными дорогами Украины встал вопрос о создании дизель-поезда с электрической передачей переменного тока с использованием асинхронных тяговых двигателей. Для решения этой задачи на Луганском тепловозостроительном заводе был построен опытный дизель-поезд ДЭЛ01-001.
Результаты испытаний дизель-поезда ДЭЛ01 показали, что реализованные технические решения, в основном, подтвердили правильность выбранных конструктивных параметров. По результатам испытаний дизель-поезда ДЭЛ01 была произведена доработка систем управления и комплектующего оборудования и осуществлена его модернизация, одновременно с которой был построен дизель-поезд ДЭЛ02, который отличался новым дизайном исполнения вагонов и подкузовным расположением новой дизель-генераторной установки. Дизайн моторного вагона определила кабина машиниста, спроектированная и изготовленная НПП Рост. Патент UA 12-03 от 12.06.2003 на промышленный образец «Головной модуль из композитных материалов для рельсового транспортного средства». Государственный департамент интеллектуальной собственности Украины. Опубликовано 17.11.2003, бюл. № 11 (Гончаренко А., Елизаров И., Мунтаниол С.)

## Общие сведения

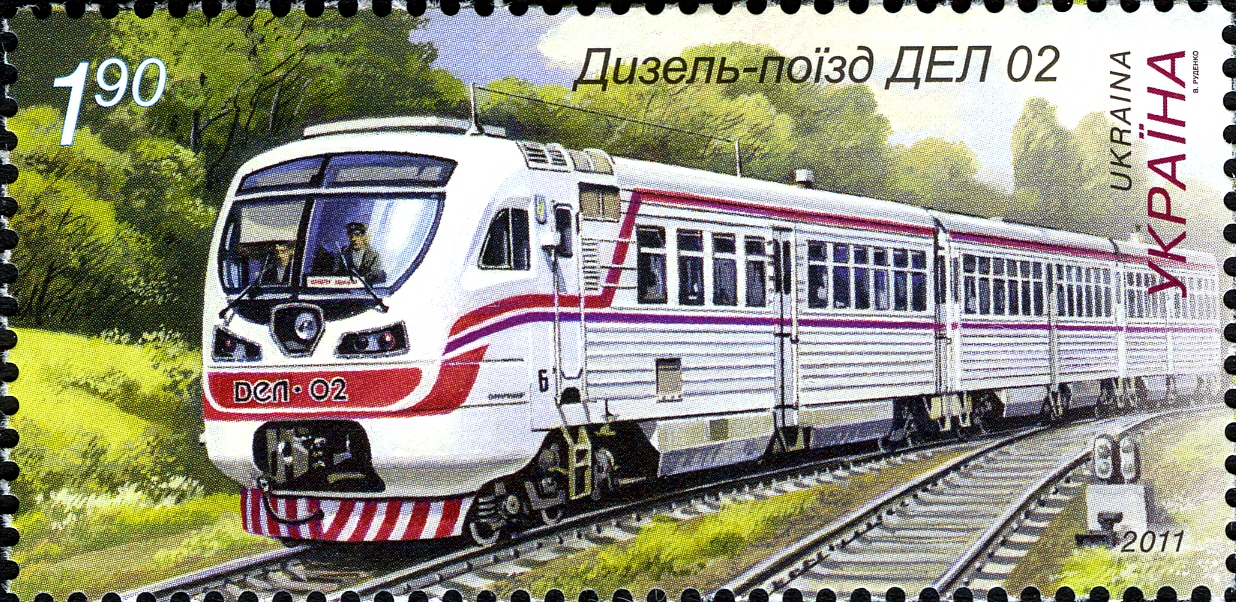
Почтовая марка Украины

Дизель-поезд предназначен для перевозки пассажиров в пригородном сообщении в районах с умеренным климатом на железных дорогах колеи 1520 мм без электрификации.
Основная составность дизель-поезда — три вагона (2 моторных, 1 прицепной), сформированные по схеме М-П-М. Схема управления обеспечивает возможность эксплуатации двух сочлененных дизель-поездов с одного поста управления.
Число мест для сидения — 336, в том числе, в моторном вагоне — 100, в прицепном вагоне — 136.
Основные параметры для дизель-поезда ДЭЛ-02:
- Масса:
  - Поезда — 173 т;
  - Моторного вагона — 64 т;
  - Прицепного вагона — 45 т;
- Длина по осям автосцепок — 75 750 мм;
- Число сидячих мест — 336;
- Часовая мощность главных дизелей — 2×748 л.с.;
- Касательная сила тяги на ободах движущих колес — до 21 000 кгс;
- Конструкционная скорость — 130 км/ч;
- Минимальный радиус проходимой кривой — 125 м.

## Технические характеристики
Передача дизель-поезда — электрическая переменного тока, состоит из тягового синхронного генератора, выпрямительно-инверторного преобразователя частоты, двух асинхронных тяговых электродвигателей типа АД-906. Питание тяговых двигателей — от автономных инверторов напряжения. Микропроцессорный блок управления обеспечивает оптимальную работу электропередачи в различных режимах движения. Связь микропроцессорного блока с пультом управления, дизелем и основными элементами передачи — цифровая.
Силовая установка дизель-поезда типа 12V 183 DE — производства фирмы МТU (Германия). Модуль силовой установки размещается в каждом моторном вагоне. Модуль состоит из дизеля, тягового генератора — производства фирмы ООО "НИИ «Преобразователь», воздушного фильтра, радиатора, глушителя. В приводном модуле расположены также источники питания цепей управления, освещения и зарядки аккумуляторных батарей. Расположение силовой установки — подкузовное. Дизельный двигатель поезда — V-образный двенадцатицилиндровый четырёхтактный с газотурбинным надувом и жидкостным охлаждением. Мощность каждого из двух дизелей — 550 кВт. Запас топлива размещается в топливном баке, закрепленном на раме моторного вагона, и составляет не менее 1500 кг.